# Liste des évêques et archevêques de Saint-Domingue
Cette liste recense les évêques qui se sont succédé sur le siège épiscopal du diocèse de Saint-Domingue en République dominicaine depuis sa création le 8 août 1511 puis par les archevêques à partir du 12 février 1546. Ces derniers sont aussi chargés de l'ordinariat militaire de la République dominicaine.

## Évêques
- Francisco Garcia de Padilla (en), O.F.M (1511-1515)
- Alessandro Geraldini (en) (1516-1524)
  - Luis de Figueroa (en), O.S.H (1524-1526) (évêque élu)
- Sebastián Ramírez de Fuenleal (en) (1527-1531) nommé évêque de Tui-Vigo
- Alfonso de Fuenmayor (en) (1538-1546) devient archevêque de Saint-Domingue

## Archevêques
- Alfonso de Fuenmayor (1546-1554)
- Diego de Covarrubias (1556-1560) nommé évêque de Ciudad Rodrigo
- Juan de Salcedo (1562-1562)
- Juan de Arzolaras, O.S.H (1566-1568) nommé évêque des Canaries
- Francisco Andrés de Carvajal, O.F.M (1570-1577)
- Alfonso López de Ávila (1580-1591) nommé archevêque de Santa Fé en Nouvelle Grenade
- Nicolás de Ramos y Santos, O.F.M (1592-1599)
- Agustín Dávila y Padilla, O.P (1599-1604)
- Domingo Valderrama y Centeno, O.P (1606-1608)  nommé évêque de La Paz
- Cristóbal Rodríguez y Juárez, O.P (1608-1612) nommé évêque d'Arequipa
- Diego de Contreras, O.S.A (1612-1618)
- Pedro de Solier y Vargas, O.S.A (1619-1620)
- Pedro de Oviedo Falconi, O. Cist (1621-1628) nommé évêque de Quito
- Fernando de Vera y Zúñiga, O.S.A (1628-1629) nommé évêque de Cuzco
- Bernardino de Almansa Carrión (1629-1631) nommé archevêque de Santa Fé en Nouvelle Grenade
- Facundo (Fernando) de la Torre, O.S.B (1632-1640)
- Diego de Guevara y Estrada (1642-1647)
  - Gerónimo de Valderas, O.de M (1647-1648) (évêque élu)
- Francisco Pío Guadalupe Téllez (1648-1660)
- Francisco de la Cueva Maldonado (1662-1667)
  - Sede vacante (1667-1673)
- Juan de Escalante Turcios y Mendoza (1673-1677) nommé évêque du Yucatán
- Domingo Fernández Navarrete, O.P (1682-1686)
- Fernando de Carvajal y Ribera, O.de M (1687-1701)
  - Sede vacante (1701-1705)
- Francisco del Rincón, O.M (1705-1714) évêque de Caracas
- Antonio Claudio Alvarez de Quiñones (1717-1725) nommé archevêque de Santa Fé en Nouvelle Grenade
- Francisco Mendigaño Armendáriz (1726-1728)
- Juan de Galabis (1729-1738) nommé archevêque de Santa Fé en Nouvelle Grenade
- Domingo Pantaleón Álvarez de Abreu (1738-1743) nommé évêque de Tlaxcala
- Ignacio Padilla Estrada, O.S.A (1743-1753) nommé évêque du Yucatán
- José Moreno Guriel, O.SS.T (1753-1755)
- Felipe Ruiz de Ausmendi (1757-1766)
- Isidro Rodríguez Lorenzo, O.S.Bas (1767-1788)
- Fernando del Portillo y Torres, O.P (1788-1798) nommé archevêque de Santa Fé en Nouvelle Grenade
  - Sede vacante (1798-1817)
- Pedro Valera y Jiménez (1817-1833)
  - Sede vacante (1833-1848)
- Tomás de Portes e Infante (1848-1858)
- Antonio Cerezano Camarena (1860-1860)
- Bienvenido Monzón y Martín (1862-1866) nommé archevêque de Grenade
- Leopoldo Angelo Santanchè, O.F.M.Ref (1871-1874) nommé vicaire apostolique de Constantinople
- Rocco Cocchia, O.F.M.Cap (1874-1883) nommé archevêque d'Otrante
- Fernando Antonio Arturo de Merino y Ramírez (1885-1906)
- Adolfo Alejandro Nouel y Bobadilla (1906-1935)
- Ricardo Pittini Piussi, S.D.B (1935-1961)
- Octavio Antonio Beras Rojas (1961-1981)
- Nicolás de Jesús López Rodríguez (1981-2016)
- Francisco Ozoria Acosta (2016- )

## Sources
- (en) « Archdiocese of Santo Domingo  : Past and Present Ordinaries », sur catholic-hierarchy.org (consulté le 14 mai 2023)